# Kanō Sansetsu
Kanō Sansetsu est un nom japonais traditionnel ; le nom de famille (ou le nom d'école), Kanō, précède donc le prénom (ou le nom d'artiste).
Kanō Sansetsu (狩野 山雪, 1589-1651) est un peintre japonais aussi connu sous le nom de Kanō Heishiro
Sansetsu est apprenti auprès de Kanō Sanraku, épouse sa fille puis est adopté par le père après la mort du fils ainé de Sanraku. Sansetsu devient le chef de l'école Kanō. En tant que peintre il prolonge le style de Sanraku en lui conférant parfois un certain « maniérisme ».

## Œuvres

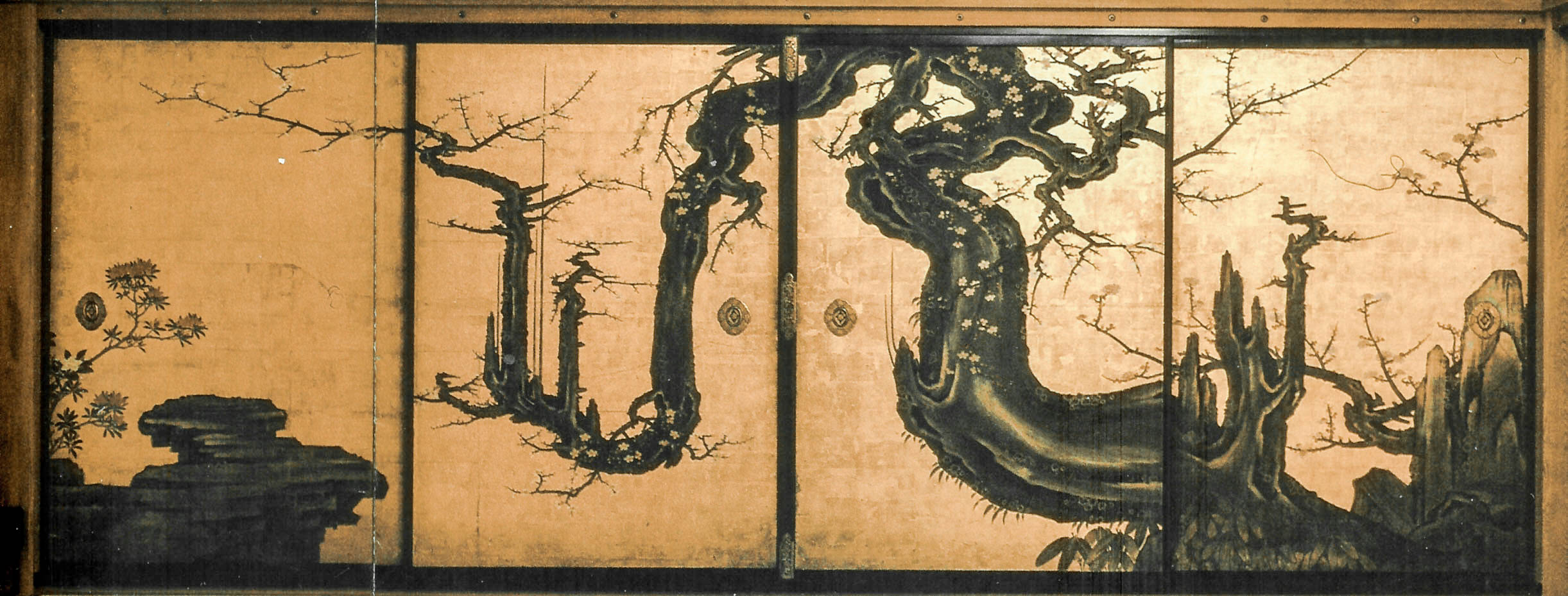
Le vieux prunus, 1646, quatre panneaux coulissants (fusuma), encre, couleur, feuille d'or sur papier. Metropolitan Museum of Art

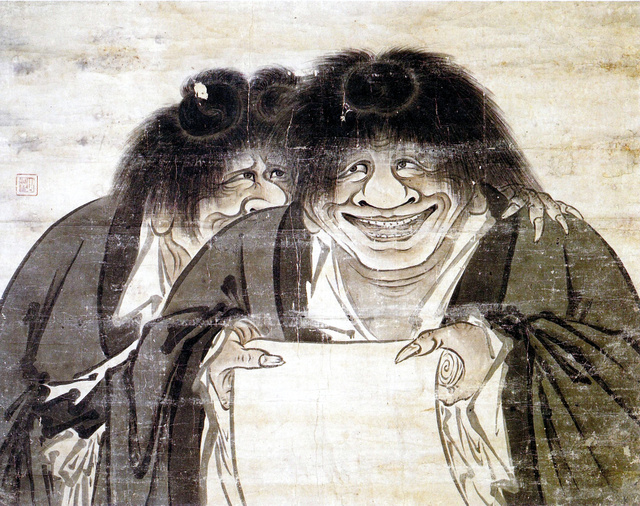
Kanzan et Jittoku. Deux moines bouddhistes chinois, ermites et vagabonds : Hanshan et Shide. Encre sur papier. Shinshōgokuraku-ji

Le gros tronc noir d'un vieux prunier of Art à branches courbées et tordues s'étend sur près de cinq mètres sur quatre panneaux coulissants. Le vieil arbre reptilien arbore des fleurs, qui transmettent l'atmosphère d'un matin de printemps encore froid et symbolisent la naissance et le renouvellement. Ces panneaux formaient à l'origine un mur d'une pièce dans le Tenshōin, un sous-temple du Myōshin-ji, un temple Zen à Kyoto. Pendant les années 1880, ces panneaux ont été vendus à un collecteur privé et taillés au sommet pour se conformer aux dimensions plus petites de sa maison. Au revers de ces panneaux se trouvait une composition représentant le thème chinois des huit immortels taoïstes, qui formaient le mur de la pièce adjacente.
- L'assemblée du Pavillon des Orchidées, 2 fusuma à 8 panneaux, du temple Zuishin-in :   (en) « Early Modern Paintings from Major Kyoto Temples (exposition 2015) », sur Kyoto National Museum (consulté le 20 décembre 2016) (image clicable)
- Pin (peinture murale de la salle Butsuda-no-ma du temple Tenkyû-in) : portes coulissantes (fusuma) à 9 panneaux, du Butsuda-no-ma (salle de l'autel bouddhique) du temple Tenkyû-in à Kyoto : « Pin », sur Tokyo National Museum-e-museum (consulté le 20 décembre 2016)
- Le vieux prunus, 1646, quatre panneaux coulissants (fusuma), encre, couleur, feuille d'or sur papier : (en) « Kano Sansetsu : Old Plum », sur Metropolitan Museum of Art, 2000-2006 (consulté le 20 décembre 2016) :  174.6 x 485.5 cm, l'ensemble.
- Le dragon dans les nuages, rouleau suspendu, encre sur papier : (en) « Dragon in the clouds », sur Museum of Fine Arts, Boston (consulté le 20 décembre 2016) : 109.5 x 39.7 cm.
- Huang Chuping, rouleau suspendu, encre sur papier : (en) « Huang Chuping », sur Museum of Fine Arts, Boston (consulté le 20 décembre 2016).
- Laozi, paire de paravents à six panneaux, encre sur papier : (en) « Laozi », sur Museum of Fine Arts, Boston (consulté le 20 décembre 2016).
- Mont Fuji, rouleau suspendu, encre et or sur papier : (en) « Mont Fuji », sur Museum of Fine Arts, Boston (consulté le 20 décembre 2016), image H. 18 cm.
- Dix événements dans la neige,  paire de paravents à six panneaux, encre et couleur légère sur papier : (en) « Ten snow incidents », sur Museum of Fine Arts, Boston (consulté le 20 décembre 2016) : 158.5 x 363 cm ; et  : (en) « Ten snow incidents », sur Museum of Fine Arts, Boston (consulté le 20 décembre 2016) : 158.5 x 363 cm.
- Transcendent, rouleau suspendu, encre sur papier : (en) « Transcendant », sur Museum of Fine Arts, Boston (consulté le 20 décembre 2016) : 110 x 47.7 cm.
- La poule et le coq sur un toit de chaume, rouleau suspendu, encre et couleur légère sur papier : (en) « Two Chickens on Thatched Roof », sur Museum of Fine Arts, Boston (consulté le 20 décembre 2016) : 109 x 46.1 cm.
- Xiwangmu (Seiobo), la Reine Mère de l'Ouest et Mu Wang (Bokuo),  paire de paravents à six panneaux, encre sur papier : (en) « Xiwangmu (Seiobo), the Queen Mother of the West and Mu Wang (Bokuo) », sur Museum of Fine Arts, Boston (consulté le 20 décembre 2016) : 152.5 x 350.6 cm .